# شهربازی حافظ
پارک حافظ یا شهربازی حافظ اسلام‌آباد غرب در خیابان کارخانه این شهر و روبه‌روی بیمارستان امام خمینی و خیابان فرهنگیان این شهر قرار دارد. در سال‌های اخیر ایجاد پارک‌های جدید در مناطق بهتری در این شهر سبب گشته اهمیت این پارک بسیار کمتر شود و بیشتر از آن به عنوان مسیری کمربندی برای رفتن از شرق شهر به غرب شهر استفاده شود. با مرمت‌های اخیر شهرداری روی این پارک استفاده از آن بیشتر شده‌است.

## پارک شهدای کلهر
ساخت پارک شهدای کلهر در سال ۱۳۷۵، انجام گرفت. این بوستان در راستای گسترش بوستان حافظ احداث شد،که . در ورودی این پارک رستوران بزرگ عطر سیب وجود دارد که در چندین طبقه به پذیرایی از گردشگران مشغول هستند.

## امکانات رفاهی
از امکانات بوستان دوقلوی حافظ و شهدای کلهر می‌توان به رستوران، آب‌نما، مبلمان پارک (نیمکت، سطل زباله، آبخوری، پایه چراغ)، فضای سبز (گیاهان پوششی، درخت‌کاری، رز و درختچه، گل و گل‌کاری) اشاره کرد. همچنین این پارک دارای سرویس‌های بهداشتی و روشنایی در شب است.

## یادکردها
1. ↑  ماهنامه صدای آزادی اسلام‌آباد غرب، دوره نوزدهم، ص12، بهمن ماه 95
2. 1 2  «نسخه آرشیو شده». بایگانی‌شده از اصلی در ۳۰ آوریل ۲۰۱۸. دریافت‌شده در ۲۳ اکتبر ۲۰۱۹.